# Cézac (Gironda)
Cézac es una población y comuna francesa, situada en la región de Aquitania, departamento de Gironda.

## Geografía
La comuna de Cézac está situada a unos cuarenta kilómetros al norte de Burdeos. Se trata de un municipio rural dedicado a la viticultura (con las denominaciones Côtes de Blaye para una parte de las parcelas) y Bordeaux para el resto.

## Historia
La comuna de Cézac está documentada oficialmente desde 1274. Su sufijo "ac" hace pensar que pudo ser el lugar donde se emplazara una villa romana. 

Su iglesia, Saint Pierre de Cézac era primitivamente de estilo románico, pero solo queda su campanario, clasificado dentro del patrimonio de los monumentos históricos de Francia. La iglesia fue reconstruida en el siglo XIV o XV, en estilo gótico. Su estado muy deteriorado hizo que fuese enteramente reformada de 1870 a 1881 y dedicada en 1889.

Hubo en el territorio municipal un castillo del que nada queda.

## Demografía
| 1020 | 1074 | 1107 | 1366 | 1580 | 1762 |
| Para los censos de 1962 a 1999 la población legal corresponde a la población sin duplicidades (Fuente: INSEE [Consultar]) |      |      |      |      |      |